# Rund (Fernsehsendung)
rund war eine Jugendsendung des DDR-Fernsehens. 
Die Sendung wurde 1973 anlässlich der X. Weltfestspiele erstmals ausgestrahlt. Geplant waren ursprünglich sechs Sendungen; wegen der großen Beliebtheit beim Publikum wurde die Sendung jedoch bis zum 25. Juni 1988 fortgesetzt. rund war ein politisches Unterhaltungsmagazin, das auf die Jugend zugeschnitten war und einmal im Monat ausgestrahlt wurde. Die politische Agitation wurde mit nationaler und internationaler Musik kombiniert, um das Interesse der Jugendlichen an dieser Sendung zu wecken. Etwa 1000 Prominente traten in der Sendung auf und rund 1500 Musiktitel wurden gespielt.
Erster Moderator war Hans Misersky, auch durch Radio DDR I bekannt. Weitere Moderatoren waren u. a. Bodo Freudl, Alexander Lehmberg und Claudia Fischer.
Ende 1974 trat die schwedische Gruppe ABBA mit ihrem Grand-Prix-Siegertitel Waterloo bei rund auf.
Weitere prominente internationale Bands waren unter anderem:
- Status Quo
- Omega
- Bonnie Tyler
- Gianna Nannini
- Slade
- Alla Pugatschowa
- BAP.

Insgesamt gab es mindestens 163 Sendungen von rund. Zusätzlich gab es die Rockkonzertreihe Rund-Rhythmus mit 45-minütigen Konzertaufzeichnungen von Slade, Smokie, Status Quo, Hot Chocolate, Secret Service und anderen.